# بيرل لوي
بيرل لوي (بالإنجليزية: Pearl Lowe)‏ هي مغنية وكاتبة غنائية بريطانية، ولدت في 7 أبريل 1970 في ويمبلدون في المملكة المتحدة.

## وصلات خارجية
- بيرل لوي على موقع IMDb (الإنجليزية)
- بيرل لوي على موقع ميوزك برينز (الإنجليزية)
- بيرل لوي على موقع ديسكوغز (الإنجليزية)
- بيرل لوي على موقع كينوبويسك (الروسية)